# セオドア・フォン・カルマン

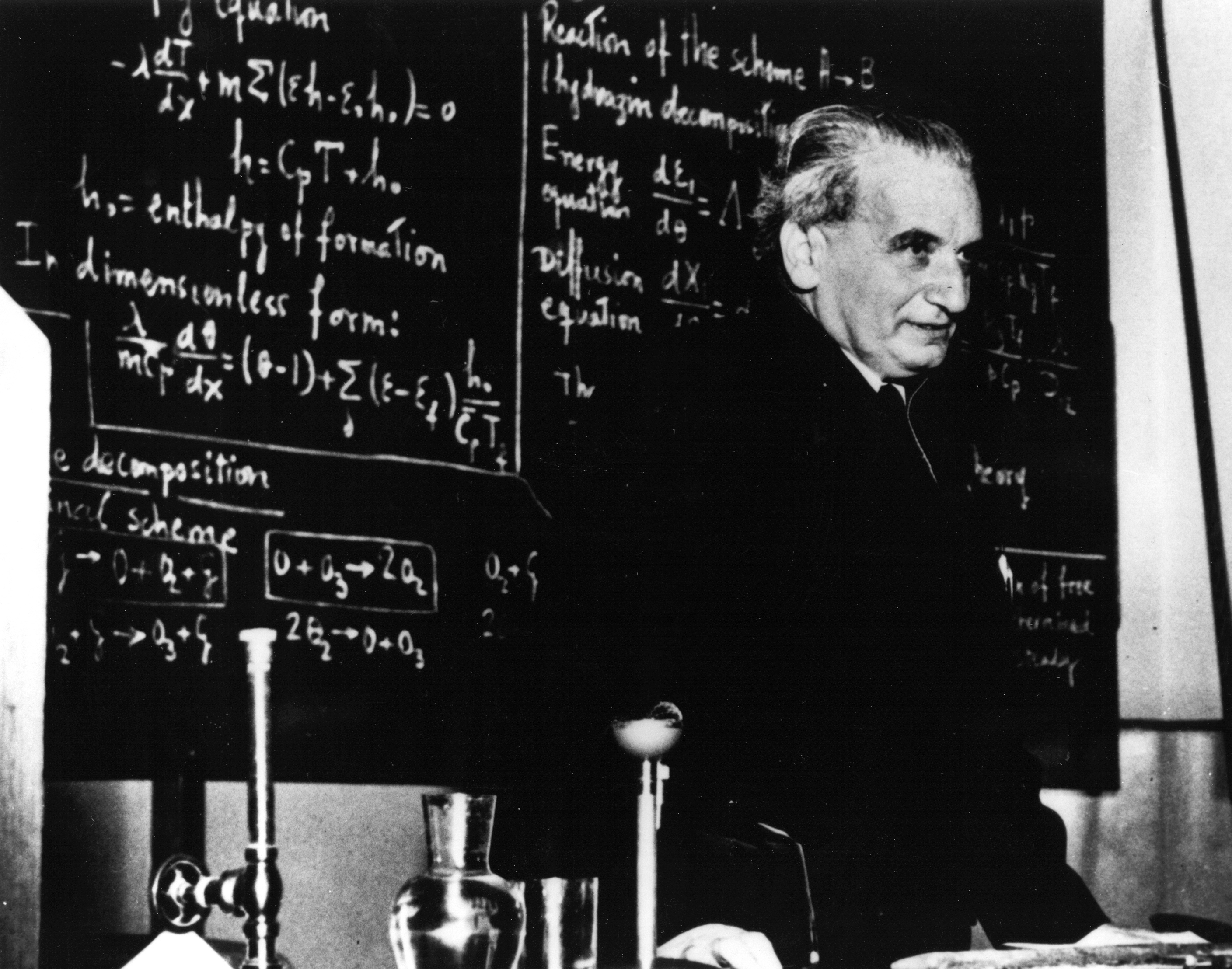
セオドア・フォン・カルマン

セオドア・フォン・カルマン（ハンガリー語: (szőllőskislaki) Kármán Tódor [(sølːøːʃkiʃlɒki) ˈkɑ̈(ˑ)rmɑ̈(ˑ)n ˈtoːdor]、（セッレーシュキシュラキ）カールマーン・トードル、英語: Theodore von Kármán、1881年5月11日 – 1963年5月6日）は、ハンガリー出身の数学者、航空宇宙工学者、物理学者であり、航空力学と航空宇宙工学の分野で活躍した。彼は超音速と極超音速の気流を分別して空気力学の重要な進歩に貢献した。人間が定義するところの宇宙空間との境界は、彼の業績を称えて「カルマン線」と名付けられている。カルマンは20世紀の傑出した空気力学理論家と見なされている。
航空工学の基礎を築き、銭学森など多くの後進を育てたその業績から「航空工学の父」とも称される。ジェット推進研究所 (JPL) 初代のディレクターで、のちに国際宇宙航行アカデミーの初代会長をつとめた。

## 人物・生涯
ブダペスト生まれのユダヤ人で、父は教師・教育学者のカールマーン・モール(ハンガリー語: Kármán Mór)。1902年にブダペスト工科経済大学を卒業。1906年、ゲッティンゲン大学でルートヴィヒ・プラントルのもとに留学。
4年間ゲッティンゲン大学で教えた後、1912年にアーヘン工科大学の新設の航空研究所の所長になり、1915年から1918年までオーストリア・ハンガリー軍のためにヘリコプターの研究で中断し、1918年にはハンガリー民主共和国のクン・ベーラ政権下で教育副大臣を務めるも、政権崩壊後はドイツに戻った。
1928年頃、日本・神戸の航空機メーカー川西航空機に招聘され、川西試験風洞を設計。
1930年、カリフォルニア工科大学に移り、グッゲンハイム航空研究所所長になった。1946年にロンドン王立協会のフェローに選出された。また彼は、中国の宇宙開発を主導した銭学森の師であった。
空気力学の研究に大きな業績を残し、また航空機開発の分野においても活躍した。カルマン渦（カルマン渦列）に名前を残している。ヘンリー・アーノルドと科学諮問委員会を立ち上げてこれは多くの科学委員会のモデルとなった。
1963年5月6日、死去。81歳没。

## 栄誉・受賞
- 1948年 - ジョン・フリッツ・メダル
- 1958年 - ティモシェンコ・メダル
- 1962年 - 第1回アメリカ国家科学賞、ヴィルヘルム・エクスナー・メダル

国際宇宙航行アカデミーによってその名を記念した「フォン・カルマン賞（英: von Karman Award）」が設けられ、航空・宇宙工学の分野において大きな貢献をなした研究者や団体に贈られている。カルマンの名を冠した賞としては他に米国土木学会の「セオドア・フォン・カルマン・メダル」とアメリカ応用数理学会の「セオドア・フォン・カルマン賞」が設けられている。